# 中山門流
中山門流（なかやまもんりゅう）は、日蓮系の諸宗派のうち、日蓮の有力壇越の一人で、後にその門人となった日常の法脈を継承する法華経寺（総本山）とその末寺に対する総称の一つ。古くは若宮門徒（わかみやもんと）と号した。中世～近世以来もちいられてきた古くからの総称としては、他に日常門流とも称される。
初代である日常（富木常忍）は、元々千葉氏の被官として下総国八幡荘を管理していた。彼が若宮（現在の市川市若宮）の自邸に建立したのが「法花寺（法華寺）」である。当初は若宮に拠点があったことから、ここに集った僧侶や門徒を「若宮門徒」と言った。日常は千葉氏の家臣であった太田乗明の子で日蓮面授の門人日高を後継者（2世）とした。日高は若宮の隣村である中山（現在の市川市中山）の父の屋敷を「本妙寺」としここに居住し2つの寺を管理して、後に弘法寺も傘下に入れて3ヶ寺による「中山門流」が形成される事になった。そして、本妙寺の貫首が法花寺の貫首を兼務して中山門流の指導者となる慣例は日高以来代々受け継がれて、天文14年（1545年）に両寺を統合する寺号として古河公方足利晴氏（天文14年1月20日付書状）から贈られたのが、今日の「法華経寺」であるとされている。
日高は八幡荘の領主で父・太田乗明や師・日常にとっては旧主にあたる千葉頼胤の嫡孫胤貞を俗別当として政治的な保護を受けた。また、胤貞の猶子日祐を後継者（3世）としたが、日祐は僧侶としての識見にも優れており、門流発展に大きく貢献した。中山門流は有力守護・御家人であった胤貞流千葉氏の保護を受けた事で南関東全域や京都、あるいは胤貞が地頭を務めた肥前国に多くの末寺が建立された。これらの末寺には法華経寺から「総導師職」が派遣されて指導にあたり、優れた学僧を輩出したため、大いに栄えた。
だが、南北朝の戦乱期に仏教集団が政治的影響を受けることは避けられない情勢となり、日蓮の諸系統でも生き残りを図るために同様の事が行われた。特に中山門流においては、敵対関係にあった貞胤流千葉氏が台頭したため危機を迎え、室町時代に弘法寺は貞胤流の千葉氏宗家と結び門流を離脱した。このため、法華経寺をはじめとして厳格な修行で知られた中山門流が様々な政治勢力や他宗派とも交流し（例えば、建武3年（1336年）に法華経寺の寺宝である立正安国論が律宗寺院であった鎌倉・普恩寺（現在は廃絶）に貸し与えられて書写されたという記録がある）、庶民信仰を積極的に受け入れる選択をしたのも、教団そのものが生き残ることで日蓮の教えを守り、後世に伝える事を最優先した結果であった。だが、これに対する批判も強く、日英門下の日親が「不受不施義」を唱えた背景には、こうした門流のあり方への反発があったと言われている。
戦国時代に入ると、室町幕府の衰退とともに中山門流も衰微し、徳川家康の江戸移封後には法華経寺寺宝の大量流出が明らかとなった。これに激怒した家康は、安土宗論でも知られる日珖を法華経寺貫首として送り込み、以後本法寺・頂妙寺・妙国寺の上方3ヶ寺の持ち回りで法華経寺貫首を選ぶこととして、これまで門流の中枢を占めていた関東系諸寺の影響力を削減した。とはいえ、これによって江戸幕府の保護を得る事に成功した中山門流は寛永年間には132の末寺を擁するに至り、特に法華経寺は祈祷修法の霊地として名声を得るに至った。

## 関連寺院
- 霊跡寺院
  - 法華経寺
- 由緒寺院
  - 光勝寺
  - 妙国寺
  - 頂妙寺
  - 本法寺